# Edward Seymour, XI duca di Somerset
Edward Adolphus Seymour (Monkton Farleigh, 24 febbraio 1775 – Londra, 15 agosto 1855) è stato un nobile britannico.
A seguito di personali ricerche sul proprio cognome, lo fece mutare successivamente in St. Maur, cognome che ancora oggi portano i suoi discendenti.

## Biografia
Edward era figlio di Sir Webb Seymour, X duca di Somerset e Mary Bonnell, figlia di John Bonnell, di Stanton Harcourt. Venne battezzato il 4 aprile 1775 a Monkton Farleigh coi nomi di Edward Adolphus Seymour, ma successivamente fece cambiare il proprio cognome in St. Maur, credendo che essa fosse l'antica forma del proprio cognome, successivamente storpiato.
Nel 1793 ereditò il ducato alla morte del padre e cambiò il cognome in St Maur, riprendendo l'antico nome della dinastia.
Nel 1795, con la compagnia del Reverendo John Henry Michell, Somerset intraprese un viaggio attraverso l'Inghilterra, il Galles e la Scozia fino alle isole Staffa e Iona nelle Ebridi. Il diario di questa esperienza venne pubblicato nel 1845. Matematico di grande fama, fu presidente della Linnean Society of London dal 1834 al 1837 e presidente della Royal Institution dal 1826 al 1842. Fu inoltre membro della Royal Society. Nel 1837 la regina Vittoria lo proclamò cavaliere dell'Ordine della Giarrettiera.
Nel 1808 Somerset acquistò una casa a Park Lane che da quel momento assunse il nome di Somerset House ed in cui trascorse la maggior parte del suo tempo. Nel 1829 comprò anche Stover House nel Devon, lo Stover Canal e le cave di Haytor e la Haytor Granite Tramway da George Templer. In tale abitazione stipò la sua preziosa collezione di opere d'arte contenente tra gli altri dipinti di Rubens, Lawrence e Reynolds.
Fu un attivo sostenitore della Free Church of England.
Il duca di Somerset morì a Somerset House nel 1855.

## Matrimonio e figli
Il 14 giugno 1800 sposò Lady Charlotte Douglas-Hamilton, figlia di Archibald Hamilton, IX duca di Hamilton. Dall'unione nacquero sette figli:
- Lady Charlotte Jane Seymour (1803 – 7 ottobre 1889), che sposò nel 1839 William Blount di Orelton, nell'Herefordshire;
- Edward Seymour, XII duca di Somerset (20 dicembre 1804 – 28 dicembre 1885);
- Lady Jane Wilhelmina Seymour (1805-?);
- Lady Anna Maria Jane Seymour (1807-23 settembre 1873), che sposò nel 1838 William Tollemache da cui ebbe discendenza;
- Lady Henrietta Seymour (1808-?);
- Archibald Seymour, XIII duca di Somerset (30 dicembre 1810 – 12 gennaio 1891);
- Algernon Seymour, XIV duca di Somerset (22 dicembre 1813 – 2 ottobre 1894).

Dopo la morte della moglie nel 1827, si risposò il 28 luglio 1836 con Margaret Shaw-Stewart, figlia di Sir Michael Shaw-Stewart di Blackhall, nel Renfrewshire, da cui non ebbe figli.